# 1928
1928 (MCMXXVIII) a fost un an bisect al calendarului gregorian, care a început într-o zi de duminică.

## Evenimente

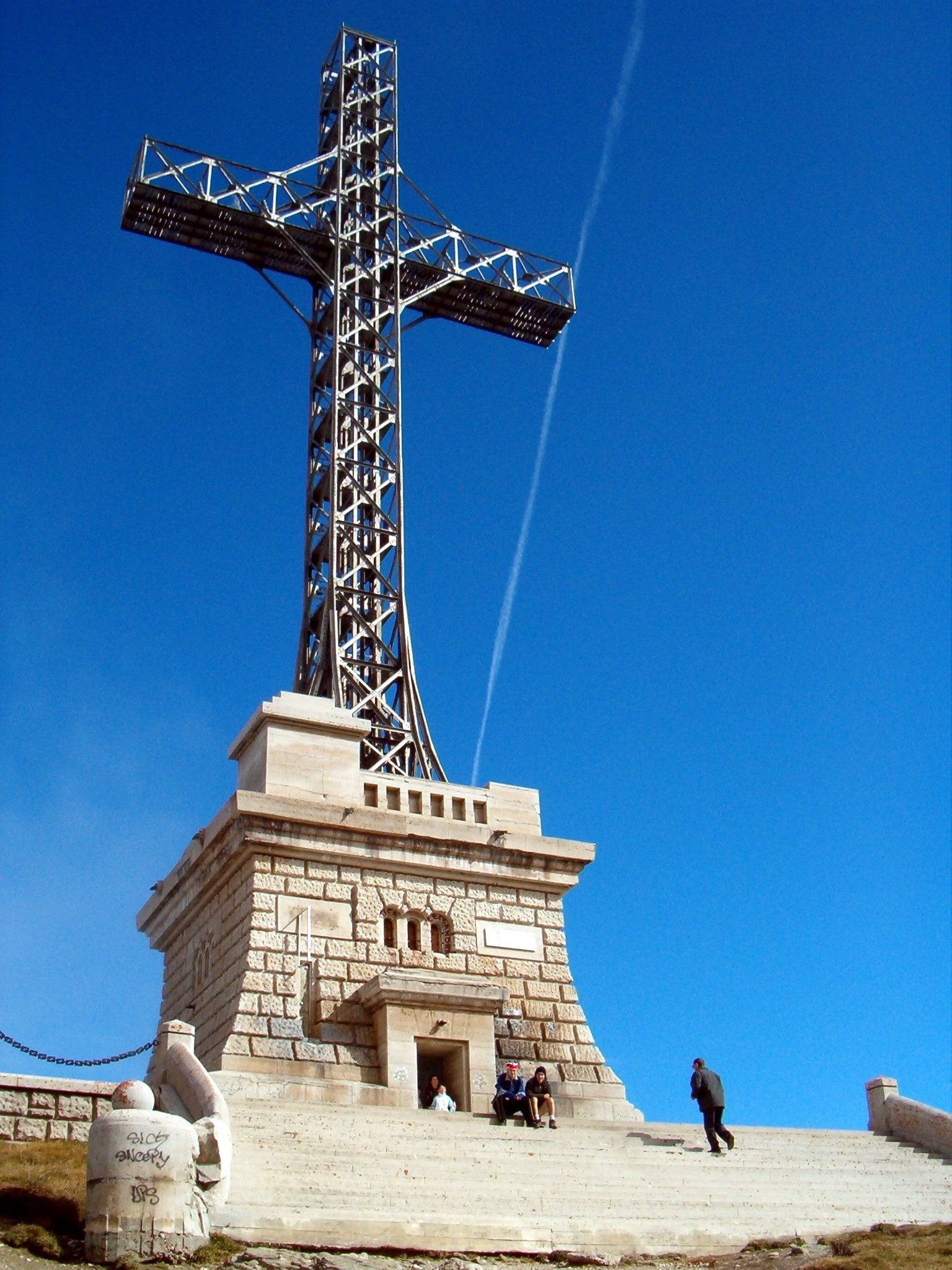
14 septembrie: Inaugurarea Crucii Eroilor Neamului de pe Vârful Caraiman.

### Ianuarie
- 1 ianuarie: Se înființează Legația română la Geneva.
- 25 ianuarie: La București, începe să funcționeze "Crematoriul uman", după lungi discuții contradictorii și proteste ale Bisericii Ortodoxe Române.

### Februarie
- 6 februarie: Anna Anderson, care pretindea că este fosta mare ducesă Anastasia Nikolaevna a Rusiei, și-a făcut prima apariție în Statele Unite, ajungând la New York.
- 11–19 februarie: Jocurile Olimpice de iarnă din 1928 au loc la St. Moritz, Elveția, primele ca eveniment separat.[1] Sonja Henie din Norvegia câștigă prima medalie de aur, în proba feminină de patinaj artistic.

### Martie
- 3 martie: Organizatorii concursului Miss America au votat cu 27-3 pentru a întrerupe competiția din cauza presiunilor exercitate de grupuri de femei și de oficiali ai bisericii.[2] Acesta nu va mai fi organizat până în 1933.
- 12 martie: Malta devine dominion britanic.
- 18 martie: În România, 60.000 de țărani au organizat un protest la București, cerându-i lui Vintilă Brătianu să demisioneze.[3]
- 21 martie: Charles Lindbergh primește Medalia de Onoare pentru primul său zbor transatlantic.[4]
- 24 martie: Încep lucrările de excavare după ce vechiul oraș canaanit Ugarit este redescoperit accidental.[5]

### Aprilie

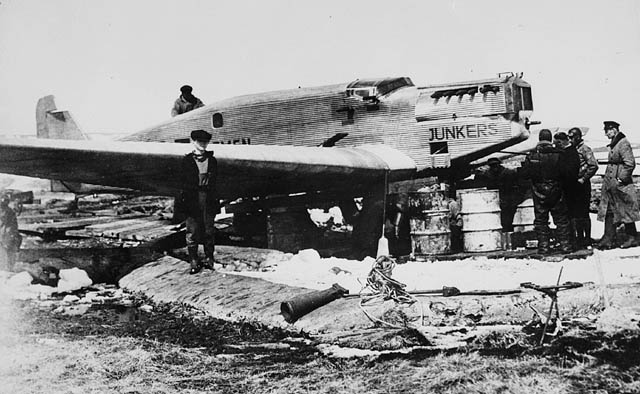
13 aprilie: Primul zbor transatlantic est-vest cu avionul, din Irlanda în Canada.

- 12–14 aprilie: Are loc primul zbor transatlantic est-vest cu avionul de la Dublin, Irlanda, la Greenly Island, Canada, cu avionul german Junkers W 33 Bremen.[6]
- 13 aprilie: România: Legea privind ocrotirea muncii minorilor și a femeilor și pentru durata zilei de muncă; durata zilei de muncă devine de 8 ore.
- 22 aprilie: Un cutremur afectează Corintul, 200.000 de clădiri au fost distruse.

### Mai
- 6 mai: Marșul asupra Bucureștiului.
- 24 mai: Dirijabilul Italia se prăbușește la Polul Nord; unul dintre ocupanți este generalul italian Umberto Nobile. O expediție de salvare pleacă spre Polul Nord la 30 mai. Roald Amundsen se va număra printre cei care își vor pierde viața în căutarea supraviețuitorilor.
- 31 mai: Africa de Sud adoptă un nou drapel național, bazat pe steagul Van Riebeeck sau Prinsevlag (inițial steagul olandez), pentru a înlocui Red Ensign. Ulterior, acesta a devenit infamant cunoscut sub numele de "steagul apartheidului", pentru că a fost steagul Africii de Sud sub regimul de apartheid din 1948 până în 1994.

### Iunie

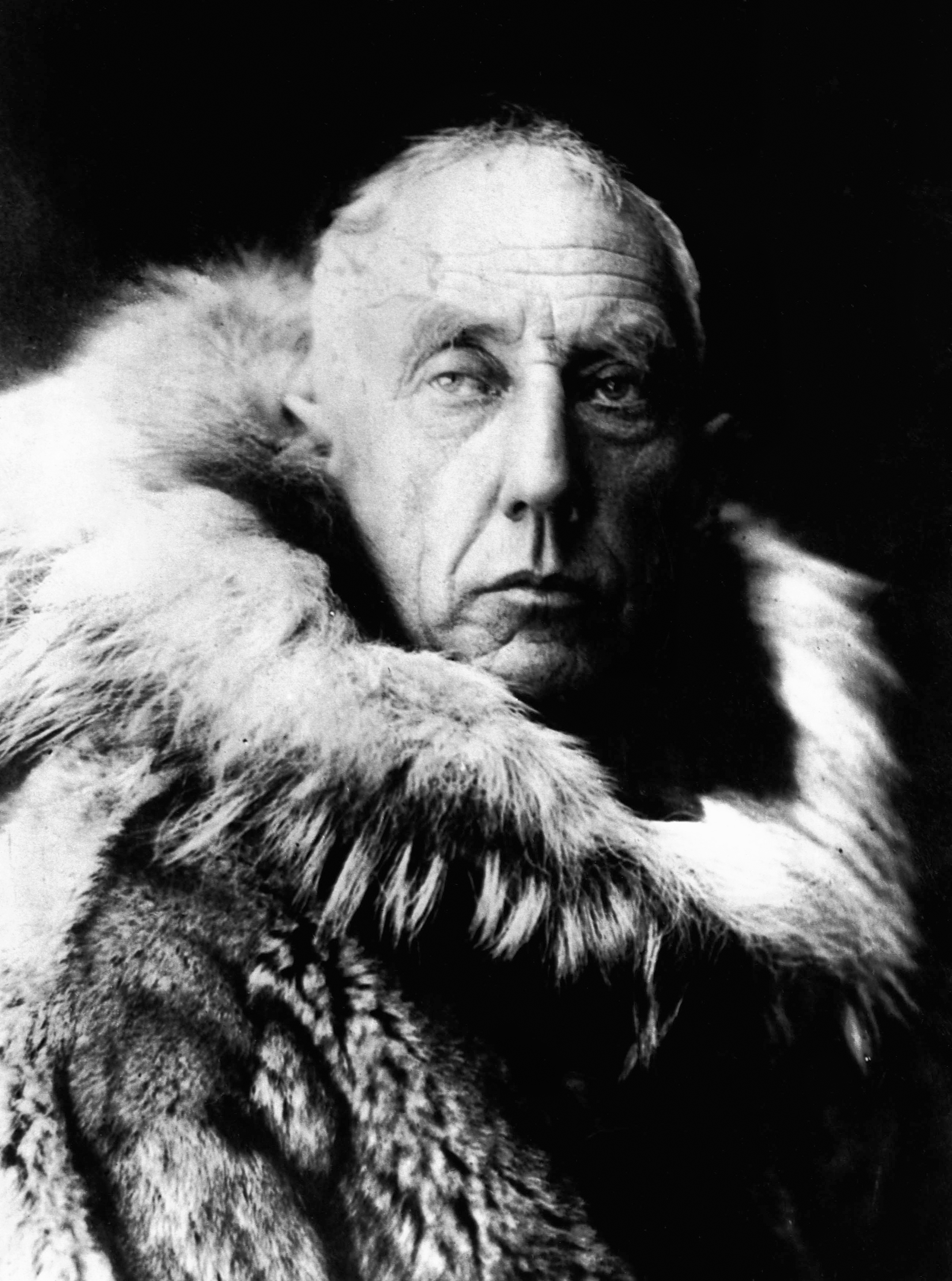
18 iunie: Exploratorul norvegian Roald Amundsen a dispărut împreună cu alte patru persoane după ce a zburat într-o misiune de salvare

- 2 iunie: Aviatorii italieni Arturo Ferrarin și Carlo Del Prete au parcurs 58 de ore și 37 de minute în aer, un nou record mondial.[7]
- 4 iunie: Războinicul chinez care a condus Manciuria între 1916 și 1928, Zhang Zuolin, a fost asasinat când trenul său a fost distrus într-o explozie.
- 17–18 iunie: Aviatoarea Amelia Earhart devine prima femeie care reușește un zbor transatlantic de succes, ca pasager într-un Fokker F.VIIb/3m pilotat de Wilmer Stultz, de la Newfoundland la Țara Galilor.
- 18 iunie: Roald Amundsen și patru membri ai echipajului au decolat de lângă Tromsø, Norvegia, în încercarea de a găsi echipajul dispărut de pe dirijabilul Italia. Aceștia nu au mai fost văzuți niciodată.[8]
- 20 iunie: Are loc, la București, primul concurs național de decatlon.
- 21 iunie: Curtea de Apel București declară desfăcută căsătoria dintre Principesa-mamă Elena și Carol Caraiman pe motiv de „nepotrivire de caracter”.

### Iulie
- 4 iulie: Eleftherios Venizelos a devenit prim-ministru al Greciei pentru a cincea oară.
- 4 iulie: Alfred Loewenstein, un finanțist belgian și unul dintre cei mai bogați oameni din lume la acea vreme, cu o avere de 12 milioane de lire sterline (echivalentul a 60 de milioane de dolari în SUA și a 950.000.000.000 de dolari în 2021), a fost ucis după ce a căzut din avionul său privat la o altitudine de 1.200 m.[9] În acel moment, el și alte șase persoane se aflau într-un avion de linie Fokker F.VII care zbura deasupra Canalului Mânecii, de la Croydon la Bruxelles. Loewenstein fusese văzut ultima dată mergând spre partea din spate a aeronavei pentru a folosi baia și deschisese o ușă aflată vizavi de aceasta. Cadavrul său a fost găsit pe o plajă din Franța opt zile mai târziu.
- 4 iulie: În Marea Britanie: Este acordat dreptul deplin de vot pentru femei.
- 6 iulie: René Lacoste l-a învins pe Henri Cochet în finala de simplu masculin din cadrul campionatului de tenis de la Wimbledon.[10]
- 28 iulie: Ceremonia de deschidere a Jocurilor Olimpice de vară la Amsterdam, Olanda. Atletismul și gimnastica feminină debutează la aceste jocuri, iar aruncătoarea de disc Halina Konopacka din Polonia devine prima femeie câștigătoare a unei medalii olimpice de aur la o probă de atletism. Coca-Cola intră în Europa ca sponsor al jocurilor.[11]

### August

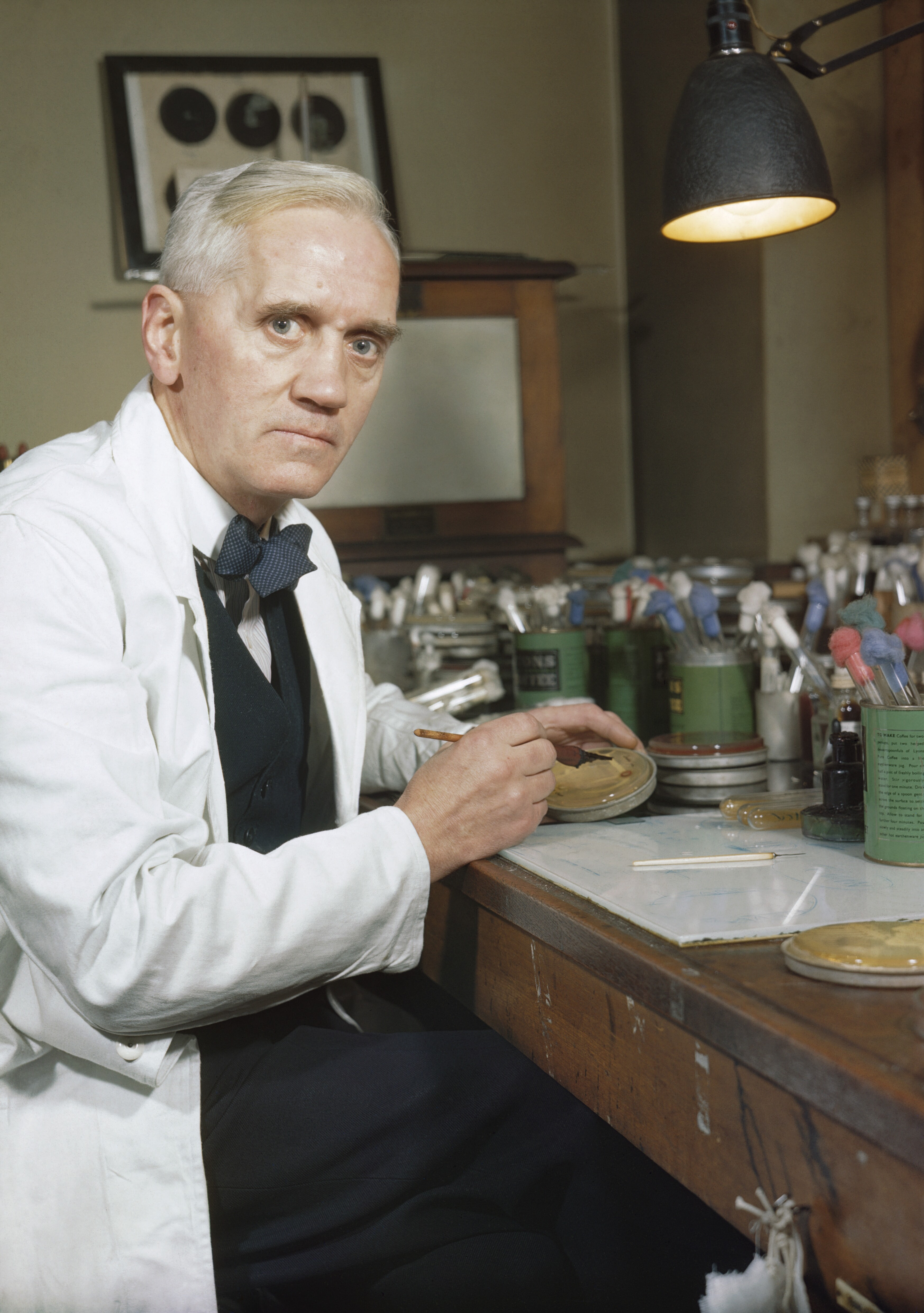
3 septembrie: Biologul scoțian Alexander Fleming a descoperit din greșeală penicilina atunci când, la întoarcerea în laboratorul său după o vacanță de vară, a constatat că bacteria Staphylococcus aureus, care se afla într-un vas Petri, fusese aparent omorâtă de un mucegai de Penicillium.

- 28 august: La Paris, 15 state au semnat Pactul Kellog-Briand de respingere a războiului. Actul nu prevede nici o sancțiune împotriva celor care ar încălca pacea. România a aderat la acest pact la 4 septembrie 1928.

### Septembrie
- 3 septembrie: Biologul scoțian Alexander Fleming a descoperit din greșeală penicilina atunci când, la întoarcerea în laboratorul său după o vacanță de vară, a constatat că bacteria Staphylococcus aureus, care se afla într-un vas Petri, fusese aparent omorâtă de un mucegai de Penicillium.[12]
- 14 septembrie: A fost inaugurată și sfințită Crucea Eroilor Neamului de pe Vârful Caraiman din Munții Bucegi, monument închinat eroilor ceferiști căzuți la datorie în timpul Primului Război Mondial, construit între anii 1926-1928, din inițiativa Reginei Maria și a Regelui Ferdinand I.
- 25 septembrie: Parcul Național Bryce Canyon. Înființat în statul Utah, Statele Unite, având o suprafață de 14.513 ha.

### Octombrie
- 1 octombrie: Iosif Stalin lansează primul plan cincinal (1928-1932); salariul mediu din afara agriculturii scade cu 50% în Uniunea Sovietică.[13]

### Noiembrie

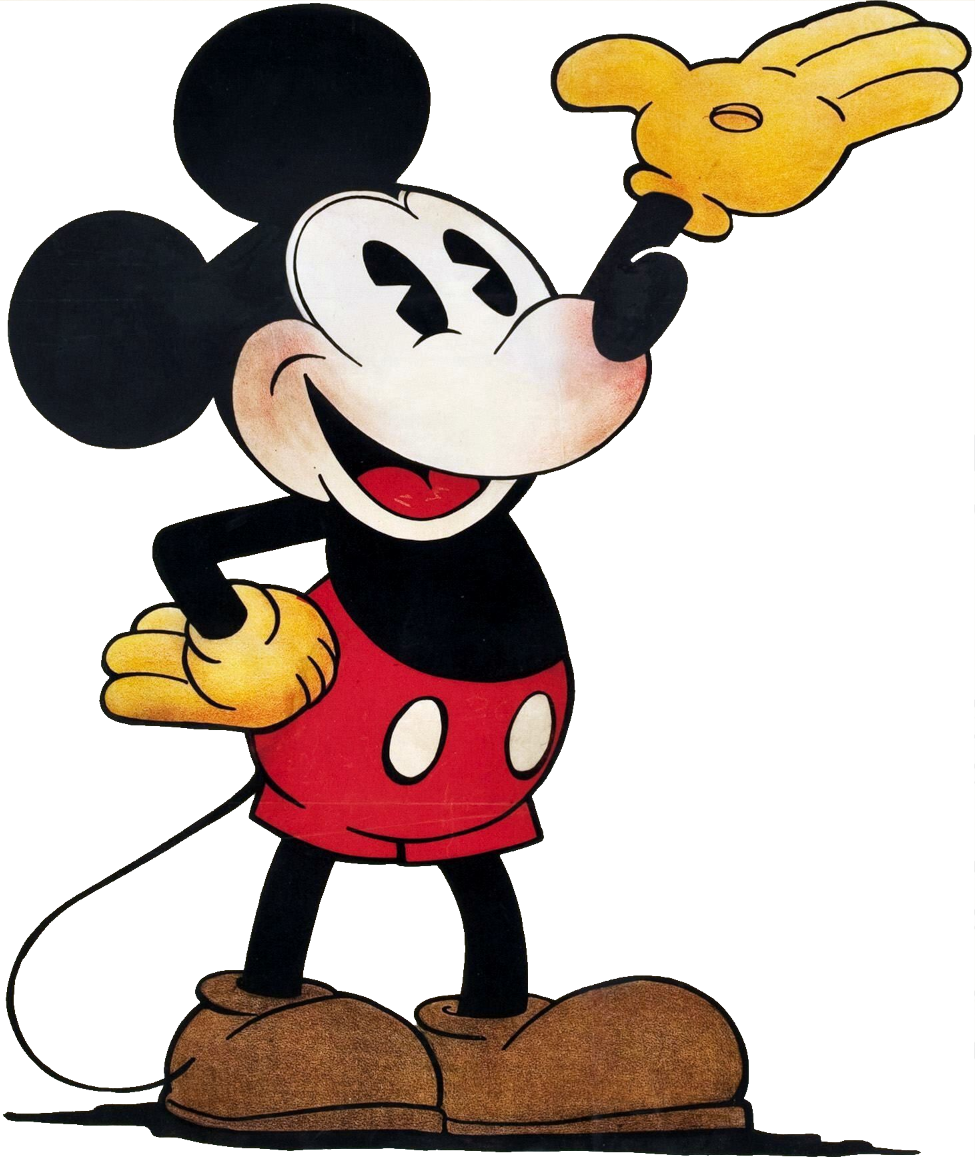
18 noiembrie: Mickey Mouse apare în Steamboat Willie, al treilea desen animat cu Mickey Mouse, dar primul film sonor și primul film de acest fel care a fost distribuit la scară largă

- 1 noiembrie: La ora 17, se aude de la București primul semnal al Radio România. Lansarea oficială a debutat prin cuvântul fizicianului Dragomir Hurmuzescu, care, ulterior, a devenit președintele Societății de Difuziune Radiotelefonică.
- 1 noiembrie: Turcia adoptă o lege prin care se trece de la alfabetul arab la alfabetul turc modern bazat pe latină.[14]
- 10 noiembrie: A început guvernarea primului guvern condus de Iuliu Maniu (10 noiembrie 1928 – 7 iunie 1930).
- 10 noiembrie: Are loc ceremonia de întronizare a împăratului Japoniei, Hirohito, la doi ani după ce acesta a urcat efectiv pe tronul imperial, la 26 decembrie 1926, în urma morții împăratului Taishō.
- 18 noiembrie: Mickey Mouse apare în Steamboat Willie, al treilea desen animat cu Mickey Mouse, dar primul film sonor și primul film de acest fel care a fost distribuit la scară largă.[15]

### Decembrie
- 12 decembrie: România: La alegerile parlamentare, PNȚ obține 77,76% din voturi, cifră record pentru perioada interbelică.

### Nedatate
- iunie: fondarea Frăției Musulmane la Ismailia, Egipt.
- CBS (Columbia Broadcasting System). Companie și rețea americană de radiodifuziune. La început s-a denumit Columbia Broadcasting, condusă de William S. Paley. A fost desființată în anul 2017.
- Se înființează ABC (Compania Americană de Radiodifuziune).
- Se înființează la Sibiu prima grădină zoologică din România.
- Se înființează Liniile Aeriene Rusești sub denumirea de Dobroflot, din 1932 Aeroflot.
- Se înființează "Ripensia Timișoara", primul club de fotbal profesionist din România.

## Arte, știință, literatură și filozofie
- 2 februarie: Apare revista Bilete de Papagal sub direcția lui Tudor Arghezi (până în 1945, în mai multe serii).
- 13 martie: Premiera filmului Maiorul Mura, singura peliculă ce păstrează prezența pe ecran a actorului Gheorghe Timică.
- 30 mai: La Opera Română are loc premiera dramei "Năpasta" de Sabin Drăgoi, după I.L. Caragiale.
- 10 noiembrie: A apărut la București, Kalende. Revistă lunară, literară și științifică sub conducerea lui Vladimir Streinu, Șerban Cioculescu, Pompiliu Constantinescu ș.a. (până în martie 1929).
- ianuarie: Din inițiativa lui Ioan Cantacuzino apare revista Archives roumaines de pathologie expérimentale et de bacteriologie.
- aprilie: Poetul Sașa Pană editează revista lunară Unu (până în decembrie 1932).

- Filme lansate: Un chien andalou scurt metraj de Luis Buñuel, Gentlemen Prefer Blondes, La Passion de Jeanne d'Arc.

## Nașteri

### Ianuarie
- 5 ianuarie: Walter Mondale (Walter Frederick Mondale), politician american, vicepreședinte al SUA (1977–1981), (d. 2021)
- 8 ianuarie: Manole Marcus, regizor român de etnie evreiască (d. 1994)
- 23 ianuarie: Mircea Horia Simionescu, prozator, publicist și eseist român (d. 2011)
- 25 ianuarie: Eduard Șevardnadze, om politic sovietic, ministru de externe al URSS, președinte al Georgiei (d. 2014)

### Februarie
- 2 februarie: Philippe Chatrier, jucător francez de tenis (d. 2000)
- 15 februarie: Eno Raud, scriitor estonian de literatură pentru copii (d. 1996)
- 18 februarie: Cabiria Andreian Cazacu, matematician român, membru de onoare al Academiei Române (d. 2018)

### Martie
- 4 martie: Alan Sillitoe, scriitor britanic (d. 2010)
- 6 martie: Gabriel Garcia Marquez, scriitor columbian (d. 2014)
- 11 martie: Erzsébet Abaffy, lingvistă și scriitoare maghiară (d. 2023)
- 12 martie: Edward Albee (Edward Franklin Albee), dramaturg american (d. 2016)
- 21 martie: Valentin Gheorghiu, pianist și compozitor român (d.2023)
- 30 martie: Aurel Anton, șahist român (d. 2015)

### Aprilie
- 2 aprilie: Serge Gainsbourg, muzician francez (d. 1991)
- 7 aprilie: James Garner (James Scott Bumgarner), actor american (d. 2014)
- 12 aprilie: Hardy Krüger, actor german (d. 2022)
- 22 aprilie: Estelle Harris (n. Estelle Nussbaum), actriță americană (d. 2022)
- 23 aprilie: Shirley Temple (Shirley Jane Temple), actriță americană de film (d. 2014)
- 28 aprilie: Yves Klein, pictor francez (d. 1962)

### Mai
- 1 mai: Ion Ianoși (n. János Maximilian Steinberger), scriitor și eseist român de etnie evreiască (d. 2016)
- 4 mai: Hosni Mubarak (Muhammad Hosni Sayyid Mubarak), președinte al Egiptului (1981-2011), (d. 2020)
- 18 mai: Domokos Géza, scriitor maghiar (d. 2007)
- 24 mai: William Trevor, scriitor irlandez (d. 2016)

### Iunie
- 13 iunie: Nikola Todev, actor bulgar de teatru (d. 1991)
- 14 iunie: Che Guevara (n. Ernesto Guevara), revoluționar de origine argentiniană (d. 1967)
- 21 iunie: Veronica Constantinescu, pictoriță română (d. 2004)
- 22 iunie: Elena Greculesi, pictoriță română (d. 2016)

### Iulie
- 26 iulie: Francesco Cossiga (Francesco Maurizio Cossiga), președinte al Italiei (1985-1992), (d. 2010)

### August
- 21 august: Jean Constantin (n. Constantin Cornel Jean), actor român de film și TV (d. 2010)
- 22 august: Karlheinz Stockhausen, compozitor german (d. 2007)
- 27 august: Mircea Zaciu, critic și istoric literar român (d. 2000)
- 30 august: Alain Rey, lingvist și lexicograf francez (d. 2020)

### Septembrie
- 15 septembrie: Dumitru Bejan, comunist român
- 26 septembrie: Vsevolod Moscalenco, fizician din Republica Moldova (d. 2018)
- 26 septembrie: Sveatoslav Moscalenco, fizician din Republica Moldova (d. 2022)
- 30 septembrie: Elie Wiesel, scriitor american originar din Maramureș, laureat al Premiului Nobel pentru Pace (d. 2016)

### Octombrie
- 18 octombrie: Ernest Simoni, cardinal albanez, deținut politic

### Noiembrie
- 10 noiembrie: Ennio Morricone, compozitor de film, italian (d. 2020)
- 11 noiembrie: Mircea Mureșan (Mircea Nicolae-Ioan Mureșian), regizor român de film (d. 2020)
- 20 noiembrie: Franklin Edward Cover, actor american de film (d. 2006)
- 23 noiembrie: Pierre Étaix, actor francez de comedie (d. 2016)

### Decembrie
- 8 decembrie: Toma George Maiorescu, scriitor, eseist, profesor, om politic și poet român (d. 2019)
- 12 decembrie: Cinghiz Aitmatov, scriitor kîrghîz (d. 2008)
- 15 decembrie: Friedensreich Hundertwasser, arhitect austriac (d. 2000)
- 16 decembrie: Philip K. Dick, scriitor american de literatură SF (d. 1982)
- 16 decembrie: Friedrich Wilhelm Schnitzler, politician german al Uniunii Creștin-Democrate (CDU), (d. 2011)

## Decese
- 1 ianuarie: Valeriu Braniște, 58 ani, publicist și om politic (n. 1869)
- 11 ianuarie: Thomas Hardy, 87 ani, scriitor britanic (n. 1840)
- 28 ianuarie: Vicente Blasco Ibañez, 61 ani, scriitor spaniol (n. 1867)
- 4 februarie: Hendrik Antoon Lorentz, 74 ani, matematician și fizician neerlandez, laureat al Premiului Nobel (1902), (n. 1853)
- 2 martie: Ioan Argetoianu, 87 ani, general român, ministru de război (1912), (n. 1841)
- 2 aprilie: Theodore William Richards, 60 ani, chimist american, laureat al Premiului Nobel (n. 1868)
- 19 mai: Max Scheler, 53 ani, filosof german (n. 1874)
- 18 iunie: Roald Amundsen (Roald Engelbregt Gravning Amundsen), 55 ani, explorator norvegian (n. 1872)
- 30 august: Wilhelm Wien (Wilhelm Carl Werner Otto Fritz Franz Wien), 64 ani, fizician german, laureat al Premiului Nobel (1911), (n. 1864)
- 13 septembrie: Italo Svevo (n. Ettore Schmitz), 66 ani, scriitor italian (n. 1861)
- 13 octombrie: Maria Fiodorovna (n. Marie Sophie Fredrica Dagmar), 80 ani, soția țarului Alexandru al III-lea al Rusiei (n. 1847)
- 21 noiembrie: Heinrich al XXVII-lea, Prinț Reuss, 70 ani (n. 1858)
- 1 decembrie: José Eustasio Rivera, 40 ani, scriitor și om politic columbian (n. 1888)
- 10 decembrie: Charles Rennie Mackintosh, 60 ani, arhitect, designer de mobilă și pictor scoțian (n. 1868)
- 24 decembrie: Nicolae Leonard, 42 ani, solist de operă (tenor) român (n. 1886)

## Premii Nobel
- Fizică: Owen Willans Richardson (Regatul Unit)
- Chimie: Adolf Windaus (Germania)
- Medicină: Charles Nicolle (Franța)
- Literatură: Sigrid Undset (Norvegia)
- Pace: Premiul în bani a fost alocat Fondului Special aferent acestei categorii